# Jean-Marie Schaeffer
Pour les articles homonymes, voir Schaeffer.
Jean-Marie Schaeffer (né le 18 mai 1952) est un philosophe des arts du langage. Il est chercheur au CNRS, et directeur d'études à l'EHESS.

## Travaux
Spécialiste d’esthétique philosophique et de théorie des arts, ses travaux se répartissent entre deux approches :
- analyse philosophique du champ de l’esthétique et des arts : histoire de l’esthétique philosophique, analyse conceptuelle des notions artistiques et esthétiques
- étude d’objets spécifiques liés au champ des arts : image photographique, fiction,  récit, genres littéraires…

L’ensemble de ses recherches  s’inspire des outils méthodologiques de l’analyse structurale et de la philosophie analytique  et prend appui sur les acquis de la philosophie « naturaliste » de l’esprit, des sciences cognitives et des travaux anthropologiques.
Ses travaux en cours portent sur les fondements évolutifs et cognitifs de la relation esthétique, sur l’interaction entre « art » et « esthétique », ainsi que sur les liens entre la compétence fictionnelle conçue comme capacité psychologique et les arts de la fiction.
De 2002 à 2012, il a été directeur du CRAL de l'EHESS, où Esteban Buch lui a succédé.
Il a publié deux ouvrages avec la sociologue Nathalie Heinich,.

## Publications
- Les troubles du récit : pour une nouvelle approche des processus narratifs. Éd. Thierry Marchaisse, 2020, 198p.
- Lettre à Roland Barthes, éd. Thierry Marchaisse, coll. "Lettres à...", 2015.
- L'Expérience esthétique, Gallimard 2015.
- Petite écologie des études littéraires; Pourquoi et comment étudier la littérature, Éditions Thierry Marchaisse, 2011.
- Théorie des signaux coûteux, esthétique et art, Université du Québec, Tangence éditeur, 2009.
- La fin de l'exception humaine, Gallimard,  2007 (Pour une histoire naturelle de l’homme, compte-rendu de lecture sur La Vie des idées et dans L'Homme).
- Art, création, fiction (avec Nathalie Heinich), Dir, Paris, Éditions Jacqueline Chambon, 2004.
- Adieu à l’esthétique, Paris, PUF , 2000.
- Pourquoi la fiction ?, Paris, Le Seuil, 1999.
- Les Célibataires de l'Art. Pour une esthétique sans mythes, Paris, Gallimard, 1996.
- Nouveau Dictionnaire encyclopédique des sciences du langage (avec Oswald Ducrot), Paris, Le Seuil, 1995 (rééditions en poche 2002).
- L'art de l'âge moderne. L’esthétique et la philosophie de l’art du XVIIIe siècle à nos jours, Paris, Gallimard, 1992.
- Qu'est-ce qu'un genre littéraire ?, Paris, Le Seuil, 1989.
- L’image précaire, Paris, Le Seuil, 1987.
- La Naissance de la littérature: La Théorie esthétique du romantisme allemand, Paris, Presses de l'Ecole Normale Supérieure, 1983.